# 민주연방 유고슬라비아
민주연방 유고슬라비아(세르보크로아트어: Демократска Федеративна Југославија / Demokratska Federativna Jugoslavija 데모크라츠카 페데라티프나 유고슬라비야[*], 마케도니아어: Демократска Федеративна Југославија, 슬로베니아어: Demokratična federativna Jugoslavija 데모크라티츠나 페데라티프나 유고슬라비야)는 제2차 세계 대전 중인 1943년 11월 19일 유고슬라비아 민족해방을 위한 반파시스트 평의회 (AVNOJ) 제2차 회의를 통해 수립된 연방 국가였다. 유고슬라비아 해방을 위한 민족 위원회 (KNOJ)가 실질적인 행정 기관이었다. 요시프 브로즈 티토 대원수를 총리로 두어 국정이 운영됐다.
테헤란 회담에서 AVNOJ가 심의회로, 연합국에게 국가로 인정 받았으며, 영국의 압력으로 페타르 2세의 유고슬라비아 망명정부는 AVNOJ 정부를 1944년 6월 16일 망명정부 수반인 이반 슈바시치와 티토 사이에서 이뤄진 티토-슈바시치 협정을 통해 국가로 인정한다. 이 협정을 통해 망명정부와 KNOJ는 빠른 시일 내에 임시정부로 통합할 것을 동의한다. 베오그라드에서 1944년 11월 1일에 열린 제2차 티토-슈바시치 협정을 통해 민주연방 유고슬라비아 정부가 수립되었다. 민주연방 유고슬라비아는 유엔의 창립 회원국이기도 했다.
민주연방 유고슬라비아는 추축국의 유고슬라비아 점령에 저항하기 위해 만들어졌다. 초기에 이뤄진 협정은 종전 전까지 이 국가가 왕국인지 공화국인가에 대한 논란을 남겨뒀었으나, 정부 통합 후 요시프 브로즈 티토가 총리로, 이반 슈바시치가 외무장관으로 올랐다.

## 역사
1943년 11월 야이체에서 개최된 AVNOJ 제2차 회의는 다음과 같은 내용의 선언문과 함께 개회되었다:
1. 유고슬라비아 민족해방을 위한 반파시스트 평의회를 인민 주권과 유고슬라비아 국가 전체의 최고 대표로서 유고슬라비아의 최고 입법 및 집행 대표 기관으로 구성하고, 유고슬라비아 해방을 위한 민족 위원회를 국가 정부의 모든 기능을 갖춘 기관으로 설립하여 이를 통해 유고슬라비아 민족해방을 위한 반파시스트 평의회가 그 집행 기능을 실현하도록 한다.
2. 반역 망명"정부"에 대한 유고슬라비아의 합법적 정부로서의 모든 권리, 특히 유고슬라비아 인민을 어디서든 누구보다 먼저 대표할 권리를 박탈한다.
3. 망명"정부"가 유고슬라비아의 이름으로 해외에서 체결한 모든 국제 조약과 의무를 무효화, 갱신 또는 승인을 염두에 두고 검토해야 하며, 소위 망명"정부"가 향후 해외에서 체결할 수 있는 모든 국제 조약과 의무는 인정받지 못한다.[3]
4. 유고슬라비아를 평등한 민족으로 구성된 국가로서 민주적 연방 원칙에 따라 건국한다.

그후 AVNOJ는 6개의 법령을 발표하였다. AVNOJ 상임위원회는 4개의 결정을 내렸고 폐회 이후에도 그 기능을 유지하였다. 이들은 함께 유고슬라비아에서 형성된 새로운 국가의 헌법을 구성하였다. 11월 30일 상임위원회는 티토에게 유고슬라비아 원수 계급을 수여하고 그를 정부 대통령 (혹은 총리 대행) 겸 국방장관으로 임명하였다. NKOJ에는 3명의 부통령과 13명의 장관을 임명하였다.
"민주연방 유고슬라비아"라는 국호는 1944년 2월 17일에 공식적으로 채택되었다. 또한 같은 날 5개의 횃불로 이루어진 유고슬라비아의 국장을 채택하였다.
페타르 2세 국왕이 폐위된 후인 1945년 11월 29일, 유고슬라비아 연방인민공화국이 선포되었다.

## 정부
1944년 11월 이후 입법부는 임시 국민의회로 구성되었다. 1944년 티토-슈바시치 협정은 국가가 민주적 자유, 개인의 자유, 집회, 표현, 종교의 자유, 출판의 자유를 보장하는 다원적 민주주의 국가임을 선언하였다. 그러나 1945년 1월까지 티토는 다원적 민주주의라는 정부의 강조점을 바꾸어 민주주의는 수용했지만 여러 정당은 "필요"하지 않다고 주장하였다. 그는 전시에 여러 정당은 불필요하게 분열을 조장하며 인민전선이 모든 유고슬라비아 인민을 대표한다고 주장하였다. 유고슬라비아 공산당과 총서기인 요시프 브로즈 티토 원수가 이끄는 인민전선 연합은 정부 내에서 주요 운동을 벌였다. 정부에 합류한 다른 정치 운동에는 밀리보예 마르코비치를 대표로 한 "나프레드 (Napred)" 운동이 있었다.
민주연방 유고슬라비아는 주로 단일민족 해방전선의 일원과 구유고슬라비아 왕국 출신의 소수 정당으로 구성된 임시정부에 의해 통치되었다. 정부의 대통령은 요시프 브로즈 티토였다. 공산주의자는 재무, 내무, 법무, 교통 등 22개의 장관직을 맡았다. 크로아티아 농민당 소속이자 크로아티아 바노비나의 전 반 (ban; 수반)이었던 이반 슈바시치가 외무장관을 맡았고, 민주당 소속의 밀란 그롤이 부총리를 맡았다. 많은 비공산주의자 정부 구성원은 새로운 정책에 반대하며 사임하였다.

## 행정 구역
민주연방 유고슬라비아는 6개의 연방국와 2개의 자치주로 구성되었다:

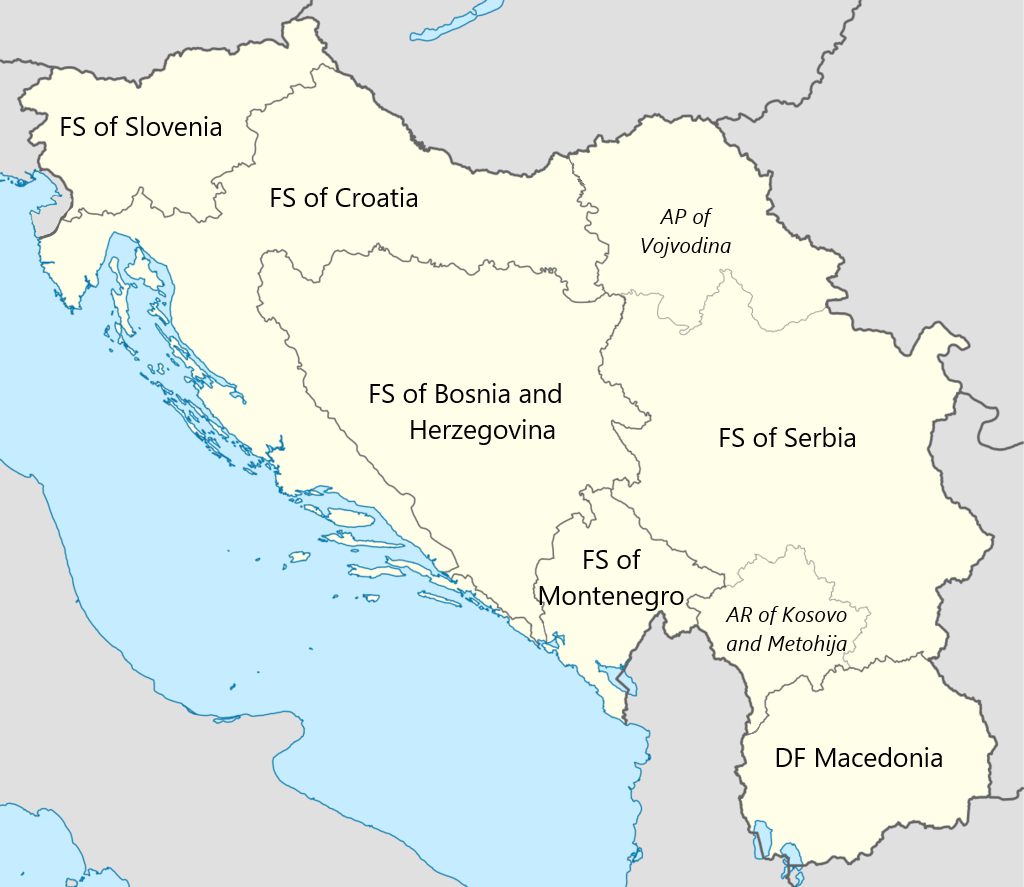
1945년 민주연방 유고슬라비아의 행정 구역

- 세르비아 연방국
  - 보이보디나 자치주
  - 코소보 메토히야 자치 지역
- 크로아티아 연방국
- 보스니아 헤르체고비나 연방국
- 슬로베니아 연방국
- 몬테네그로 연방국
- 민주연방 마케도니아

## 참고 문헌
- Bokovoy, Melissa K.; Irvine, Jill A.; Lilly, Carol S., 편집. (1997). 《State-Society Relations in Yugoslavia, 1945-1992》. London: Palgrave Macmillan. ISBN 9780312126902.
- Dimić, Ljubodrag (2011). 〈Yugoslav-Soviet Relations: The View of the Western Diplomats (1944-1946)〉. 《The Balkans in the Cold War: Balkan Federations, Cominform, Yugoslav-Soviet Conflict》. Beograd: Institute for Balkan Studies. 109–140쪽. ISBN 9788671790734.
- Jović, Dejan (2009). 《Yugoslavia: A State that Withered Away》. West Lafayette: Purdue University Press. ISBN 9781557534958.
- Pavlowitch, Stevan K. (2002). 《Serbia: The History behind the Name》. London: Hurst & Company. ISBN 9781850654773.
- Petranović, Branko (2002). 《The Yugoslav Experience of Serbian National Integration》. Boulder: East European Monographs. ISBN 9780880334846.